# Hermann Stessl
Hermann Stessl (né le 3 septembre 1940 à Graz à l'époque en Allemagne et aujourd'hui en Autriche) est un joueur de football autrichien, qui évoluait au poste de milieu de terrain, avant de devenir ensuite entraîneur.

## Palmarès
| Grazer AK - Championnat d'Autriche D2 (1) : - Champion : 1974-75. |  | Austria Vienne - Championnat d'Autriche (2) : - Champion : 1977-78 et 1992-93. - Supercoupe d'Autriche (1) : - Vainqueur : 1993. - Coupe d'Europe des vainqueurs de coupe : - Finaliste : 1977-78. |

 FC Porto
| - Championnat du Portugal : - Vice-champion : 1980-81. - Coupe du Portugal : - Finaliste : 1980-81. |  | - Supercoupe du Portugal (1) : - Vainqueur : 1981. |